# Petar Knežević
Fra Petar Knežević (Knin 1702. – Sinj 18. lipnja 1768.), hrvatski pjesnik i skladatelj.

## Život
U franjevački red stupio je god. 1719. na Visovcu. Filozofiju i teologiju završio je u Šibeniku. God. 1728. postao je propovjednikom u Makarskoj, 1730. učitelj gramatike u Šibeniku. God. 1732. – 1735. bio je tajnik Franjevačke provincije Bosne Srebrene, zatim definitor i kustos novoosnovane dalmatinske provincije Presvetog Otkupitelja. Kratko je vrijeme upravljao sinjskim samostanom, a veći je dio života proveo u njemu kao voditelj kora i učitelj crkvenoga pjevanja.

## Djelo
Knežević u svojim djelima gotovo vjerno rabi osmeračku strukturu stiha, a izraz mu je pod utjecajem narodne predaje, jako blizak narodnom pripovijedanju. Ona su stekla veliku popularnost pa se oratorij Muka Gospodina našega Isukrsta i plač majke njegove i danas pjeva po crkvama u Dalmaciji i Bosni i Hercegovini, a neke su njegove pjesme ušle u pučku molitvenu predaju. Tiskana su u Mletcima. Kneževićeva rukopisna ostavština čuva se u samostanu Čudotvorne Gospe Sinjske. U glazbenim djelima predstavnik je franjevačkog baroka 18. st. Njegovu hrvatsku misu, Missa u Harvatski jezik (iz 1767. ), Anđelko Klobučar je obradio za orgulje i četveroglasni zbor. 

### Izdana djela
- "Muka Gospodina našega Isukrsta i plač majke njegove" (1753)
- "Životi četiri svetaca" (1759)
- "Duhovna pivka" (1759)
- "Pisme duhovne razlike" (1765)
- "Osmina redovnička duhovne zabave" (1766)
- "Pisma ćudoredna" (1766)
- "Nauk mladog misnika" (1766)
- "Pištole i evanđelja" (1773)

### Djela sačuvana u rukopisu
- "Missa u harvatski jezik"
- "Pridi duše prisveti"

## Pobožnost prema Gospi Sinjskoj
Knežević je prvi veliki pjesnik štovatelj Gospe Sinjske. Njoj je posvetio zbirku Pisme duhovne razlike, s ukupno sedam pjesama, nastalih mahom u prigodi blagdana Velike Gospe. U njima opisuje preobrazbe Gospine slike, koja mijenja izraz lica, u vremenima zlih slutnji postajući žalosna i blijeda. Također, Kneževićeva Gospa ima radostan izraz lica u trenucima uslišanja molitvi. Sam svjedoči kako je pišući pjesmu Tebe vazda, o Marijo, hoću štovati, potpuno izgubio vid na jedno oko, a dvije godine nakon toga potpuno oslijepio. Zavjetovavši se Gospi vid mu je vraćen, što je opisao u pjesmi Majki primiloj Mariji na poklon: "(...)Vid buduć mi povratila / Majka slatka i primila / Sad joj većju dužnost imam / Zato pismu priuzimam(...)". Najdojmljiviju sliku Bogorodičine savršenosti prikazao je u pjesmi Na slavu čudotvorne Majke od milostih, koja je pod Sinjem koja počinje stihovima: "Sinjska slavna, o Priliko / (...) Sve j' u Tebi plemenito / Što se vidi, i nahodi (...)". 
Ovaj veliki Gospin pjesnik pokopan je ispod glavnog oltara u sinjskom Svetištu, a Gospi Sinjskoj zahvaljuje i milost sretne smrti. Naime, 18. lipnja 1768., dok su fratri pred Gospinom slikom nakon Lauretanskih litanija pjevali hvalospjev Sva si lijepa, o Marijo, Knežević je, ležeći na umoru, tražio da se otvore vrata njegove sobe. Ponavljajući tekst "O, Marijo", umro je na rukama sinjskoga gvardijana fra Frane Buljana. Gospa Sinjska za njega je bila i ostala Ures sinjski i Majka čudesa.

## Zanimljivost
Srpski jezikoslovac Vuk Karadžić, poznati prisvajač i negator hrvatske jezične baštine, u spisu Srbi svi i svuda donosi Kneževićevu pjesmu Na slavu čudotvorne Majke od milostih, koja je pod Sinjem kao primjer kako treba pisati srpskim jezikom.

## Vanjske poveznice
- fra Mirko Marić: Fra Petar Knežević, Franjevačka provincija Presvetoga Otkupitelja